# Baza lotnicza RAF Mukajbila
Baza Lotnicza RAF Mukajbila (ang. Muqeible Airfield) - opuszczona wojskowa baza Royal Air Force położona przy wiosce Mukajbila, na północ od miasta Dżanin w Dolinie Jezreel (obecnie w północnej części Autonomii Palestyńskiej).

## Historia
Podczas II wojny światowej Brytyjczycy założyli niewielką bazę wojskową Royal Air Force, która była położona na południe od wioski Mukajbila. Nazwa bazy pochodziła od nazwy wioski - RAF Muqeible. Było to niewielkie lotnisko o dwóch betonowych pasach startowych. Podczas wojny w Afryce Północnej z bazy korzystały także siły United States Army Air Forces. Lotnisko było wykorzystywane do przyjmowania samolotów i ich montażu przed przeniesieniem w strefę walk do Egiptu. Lądowały tutaj samoloty 9. Armii Lotniczej (ang. 9th Air Force):
- 57. Grupa Myśliwska (20 lipca - 15 września 1942) - samoloty myśliwskie Curtiss P-40 Warhawk
- 64. Eskadra Myśliwska (19 sierpnia - 16 września 1942)
- 65. Eskadra Myśliwska (29 lipca - 5 sierpnia, i 29 sierpnia - 16 września 1942).

Po wojnie lotnisko zostało opuszczone. Na początku I wojny izraelsko-arabskiej w dniu 3 czerwca 1948 opuszczoną bazę lotniczą zajęli Izraelczycy. Prawdopodobnie było ono sporadycznie wykorzystywane przez Siły Powietrzne Izraela. Po wojnie lotnisko zostało zapomniane. Obecnie nawierzchnie obu pasów startowych są zniszczone, a większość terenów zajmują pola uprawne.